# América
América (algumas vezes referida como Américas) (em aimará:  Amërika, em castelhano:  América, em francês:  Amérique, em guarani:  Amérika, em inglês:  America, em neerlandês:  Amerika, em quíchua:  Amirika) é o continente localizado no hemisfério ocidental, estendendo-se no sentido norte-sul, desde o oceano Ártico até o Cabo Horn, ao longo de cerca de 15 mil quilômetros. É o segundo maior continente do mundo em extensão territorial. O seu extremo oriental insular (não continental) encontra-se na Groenlândia, o Nordostrundingen, enquanto o ocidental localiza-se nas Aleutas. Já os extremos continentais (não insulares) são o cabo Príncipe de Gales, o extremo ocidental, no Alasca, e a ponta do Seixas, extremo oriental, no estado brasileiro da Paraíba. A América compõe-se de duas massas de dimensões continentais (a América do Norte e América do Sul) ligadas por um istmo (o istmo do Panamá) que é cortado por um canal (o Canal do Panamá). Além dessas divisões, também se reconhecem as regiões da América Central e Mesoamérica, com base em critérios geográficos e culturais.
Os cinco maiores países da América, Canadá, Estados Unidos, Brasil, Argentina e México são também as maiores economias, que estão entre as vinte maiores do mundo. Com uma área de 42 189 120 km² e uma população de mais de 1,002 bilhão de habitantes, corresponde a 8,3% da superfície total do planeta, ou 28,4% das terras emersas, e a 14% da população humana. Localizada entre o oceano Pacífico e o Atlântico, a América inclui o mar do Caribe e a Groenlândia, mas não a Islândia, por razões históricas e culturais.
Também é conhecida pela expressão "Novo Mundo", neste caso em oposição à Eurafrásia, considerada o "Velho Mundo", e à Oceania, chamada de "Novíssimo Mundo". A maioria dos estudiosos aponta o nome do navegador italiano Américo Vespúcio como origem etimológica do topônimo "América", cujo gentílico é "americano".
A América é geralmente dividida em América do Norte, América Central e América do Sul. Contudo os países anglófonos, por influência dos Estados Unidos, costumam usar o termo Américas para definir o continente, subdividindo-o não em três partes mas em dois continentes: América do Norte e América do Sul. No entanto, a visão predominante pelas várias línguas do mundo é a definição de América como sendo um único continente.

## Etimologia e uso
José Pedro Machado é inequívoco ao apontar como origem do topônimo "América" o prenome do navegador italiano Américo Vespúcio. Segundo Machado, o termo já aparece na obra Cosmographiae introductio, de 1507, de autoria de Martin Waldseemüller em Saint-Dié-des-Vosges (nordeste da França), em que, ao lado de cartas escritas por Vespúcio, consta um mapa no qual as terras do nordeste brasileiro - cuja descoberta Waldseemüller erroneamente atribuiu a Vespúcio - estão indicadas como Americi Terra vel America (do latim "Terras de Américo ou América"). A forma foi passada para o feminino por paralelismo com os outros continentes. Quanto ao registro desta forma em língua portuguesa, Machado aponta o texto Lusitânia Transformada, de Fernão Álvares do Oriente (1607).
O Dicionário Houaiss registra a primeira aparição do gentílico "americano" em 1679.

## História

### Primeiras migrações e era pré-colombiana

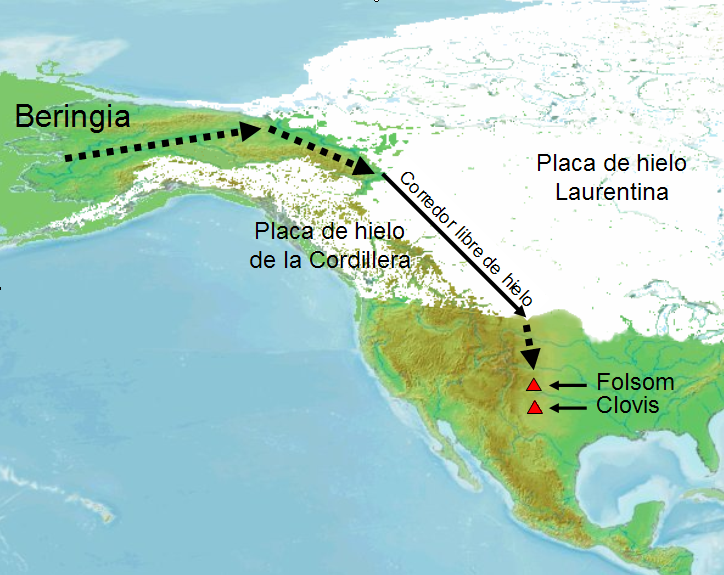
Uma das possíveis rotas de entrada dos humanos na América através da Ponte Terrestre de Bering.

Acredita-se que os primeiros migrantes humanos para a América foram nômades asiáticos que atravessaram a Beríngia ou Ponte Terrestre de Bering (onde hoje se encontra o estreito de Bering) atingindo inicialmente a América do Norte. Durante grande parte do século XX, os cientistas consideravam a cultura Clóvis como a primeira da América, com sítios datados de cerca de 13 500 anos atrás. Mais recentemente, foram encontrados outros sítios arqueológicos (ver: Luzia) que parecem indicar a presença humana na América por volta de 40 000 a.C. Em outra onda migratória, os inuítes atingiram a região ártica da América por volta do ano 1000. Milhares de anos após as primeiras migrações, surgiram as primeiras civilizações complexas no continente, com base em comunidades agrícolas. Foram identificados assentamentos sedentários a partir de 6 000 a.C.
Grandes civilizações centralizadas desenvolveram-se no Hemisfério Ocidental: Caral ou Norte Chico, Chavin, Nazca, Moche, Huari, Chimu, Pachacamac, Tiahuanaco, Aymara e Inca nos Andes Centrais (hoje Peru e Bolívia); Muísca na Colômbia; Olmecas, Toltecas, Mixtecas, Zapotecas, Maias e Astecas na América Central. As cidades dos maias e astecas eram tão grandes quanto as do Velho Mundo, com população estimada em cerca de 300 000 em Tenochtitlán, por exemplo. Tais civilizações desenvolveram a agricultura, com culturas de milho, batata, tomate, abóbora, feijão e abacate, dentre outras. Não desenvolveram a pecuária em larga escala, devido à escassez de espécies no continente.

### Colonização europeia da América

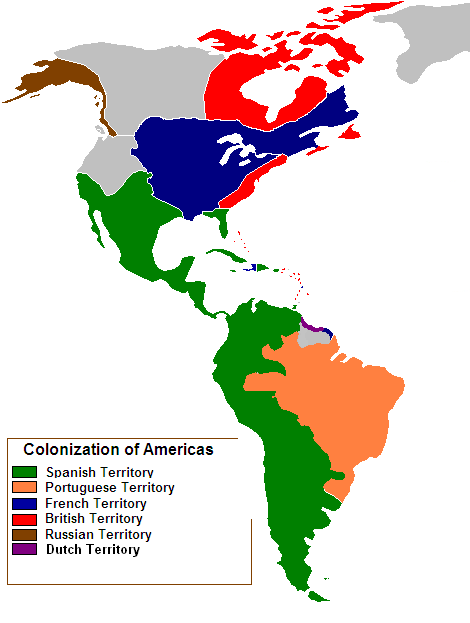
Territórios na América colonizados ou reivindicados por uma grande potência europeia em 1750.

Milhares de anos após a chegada dos indígenas, o continente foi redescoberto pelos europeus. Por volta do ano 1000, colonos viquingues começaram a chegar à Groenlândia, em 982, e em Vinlândia (ver: L'Anse aux Meadows), pouco depois, embora esta última tenha sido abandonada logo em seguida; desapareceram da Groenlândia por volta de 1500. Foi apenas a viagem de Cristóvão Colombo, em 1492, que levou à colonização europeia generalizada da América e à marginalização dos seus habitantes originais. O empreendimento de Colombo ocorreu num momento histórico em que diversos avanços em técnicas de navegação e comunicação permitiram atravessar o Atlântico e posteriormente disseminar pela Europa a notícia da descoberta.
A escravidão, doenças e guerras dizimaram as populações indígenas e alteraram radicalmente a composição étnica da América. O trabalho escravo foi reforçado no continente com a importação de indivíduos africanos, no que se tornou um crescente comércio escravagista, o tráfico negreiro. As populações indígenas reduziam-se à medida que os contingentes brancos e negros cresciam rapidamente. É de notar-se, porém, que o maior número de indígenas e de casamentos inter-raciais na América Hispânica deu origem a populações com maior composição étnica de mestiços e indígenas na América Central e do Sul.
O controle europeu sobre o continente começou a declinar a partir da independência dos Estados Unidos frente a coroa britânica, em 4 de julho de 1776. Por sua vez, o processo de independência na América Latina começou no início do século XIX, embora já se registrassem movimentos nativistas no século XVIII.

Declaração da Independência dos Estados Unidos, em 4 de julho de 1776.

Aos poucos, os povos latino-americanos conquistaram sua independência frente à Espanha, em geral com o emprego de força militar: a batalha de Boyacá, em 1819, assegura o fim do domínio espanhol do norte da América do Sul; a Argentina declara independência em 1816, em congresso reunido em Tucumán; o México libera-se de maneira relativamente pacífica em 1821; naquele período a maioria dos países latino-americanos obtém sua independência. A Espanha logrou manter sob seu controle Porto Rico e Cuba, até 1898. A maioria dos países do Caribe libertou-se no século XX.
O Brasil, único país americano de fala portuguesa, atingiu a independência de maneira particular. Devido às guerras napoleônicas, a capital do Império Português fora transferida de Lisboa para o Rio de Janeiro, o que provocou a elevação do Brasil à categoria de Reino Unido com Portugal e Algarve. A dissolução deste reino unido, em 1822, com a independência do Brasil e uma breve guerra, resultou numa monarquia, a única da América (com exceção de alguns ensaios malsucedidos no México e no Haiti).
Os grandes protagonistas do período da independência americana foram George Washington, Thomas Jefferson, Simón Bolívar, José de San Martín, Bernardo O'Higgins, Miguel Hidalgo y Costilla, José Bonifácio de Andrade e Silva, D. Pedro I, Agustín de Iturbide, Benito Juárez entre outros.

### Séculos XIX e XX

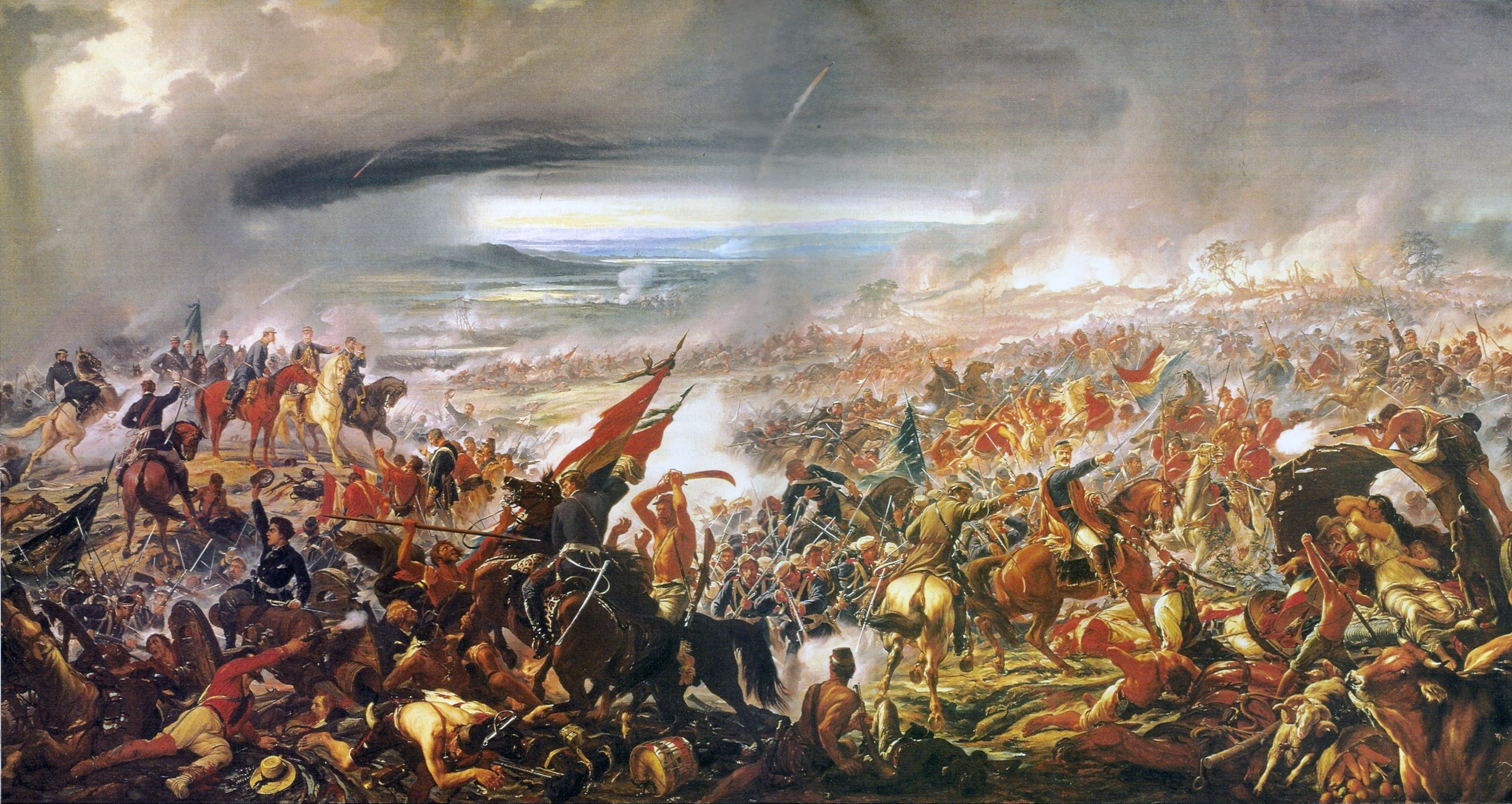
A Batalha do Avaí foi um dos últimos episódios da Guerra da Tríplice Aliança, ocorrida em 11 de dezembro de 1868 (óleo de Pedro Américo, Museu Nacional de Belas-Artes, Rio de Janeiro.)

A Grã-Colômbia, independente em 1819, dissolveu-se em suas partes constituintes em 1830: Colômbia, Venezuela e Equador (o Panamá separar-se-ia da Colômbia em 1903, por influência americana).
Questões de limites causaram frequentes guerras entre as novas repúblicas da América, dentre as quais se destacam a Guerra do Pacífico (Chile contra Bolívia e Peru), que resultou em ganhos territoriais para o Chile, e a Guerra da Tríplice Aliança ou do Paraguai (Argentina, Brasil, Uruguai contra Paraguai), com sérias consequências demográficas para a população paraguaia. A própria consolidação dos novos países não se fez sem confrontos, de que é exemplo a Guerra Civil Americana.
Em 1888, o Brasil libertou os seus escravos. De sua independência até 1889, o país manteve a forma de governo monárquica. Naquele ano, o exército proclamou a república, regime que vigora até o presente, com diversas alterações.
Ao longo do século XIX, os Estados Unidos expandiram-se em território e em pujança econômico-comercial, prelúdio do status de superpotência de que viriam a gozar no século XX. A expansão territorial americana incluiu a compra da Luisiana, do Alasca e da Flórida Oriental, a partilha do Oregon Country, conflitos com o México (anexação do Texas, Guerra Mexicano-Americana: anexação de Colorado, Arizona, Novo México, Wyoming, Califórnia, Nevada e Utah) e com a Espanha (Guerra Hispano-Americana: anexação de Porto Rico, Cuba, Guam, Filipinas), anexação do Havaí e de diversas ilhas no Pacífico e no Caribe.
Os Estados Unidos despontaram como o ator central da América e do planeta como um todo no século XX, com papel protagonístico nas relações internacionais, na ciência e tecnologia, nas artes (com destaque para a música popular e o cinema) e outras áreas. A América Latina destacou-se no domínio das artes, com sua música popular (na qual se destaca a música popular brasileira mas também o tango argentino e outros ritmos), sua literatura, com grandes nomes como Jorge Luis Borges, Gabriel García Márquez, Mario Vargas Llosa, Pablo Neruda, Paulo Coelho e Jorge Amado, e seus artistas plásticos, como Fernando Botero, Diego Rivera, Frida Kahlo e Portinari.
O século também revelaria um grande abismo entre o norte rico e desenvolvido, composto pelos Estados Unidos e Canadá, e o sul pobre e em desenvolvimento, integrado pela América Latina e Caribe. Livres democracias estáveis em Estados Unidos e Canadá, contrastaram com os frequentes golpes militares latino-americanos.

## Geografia

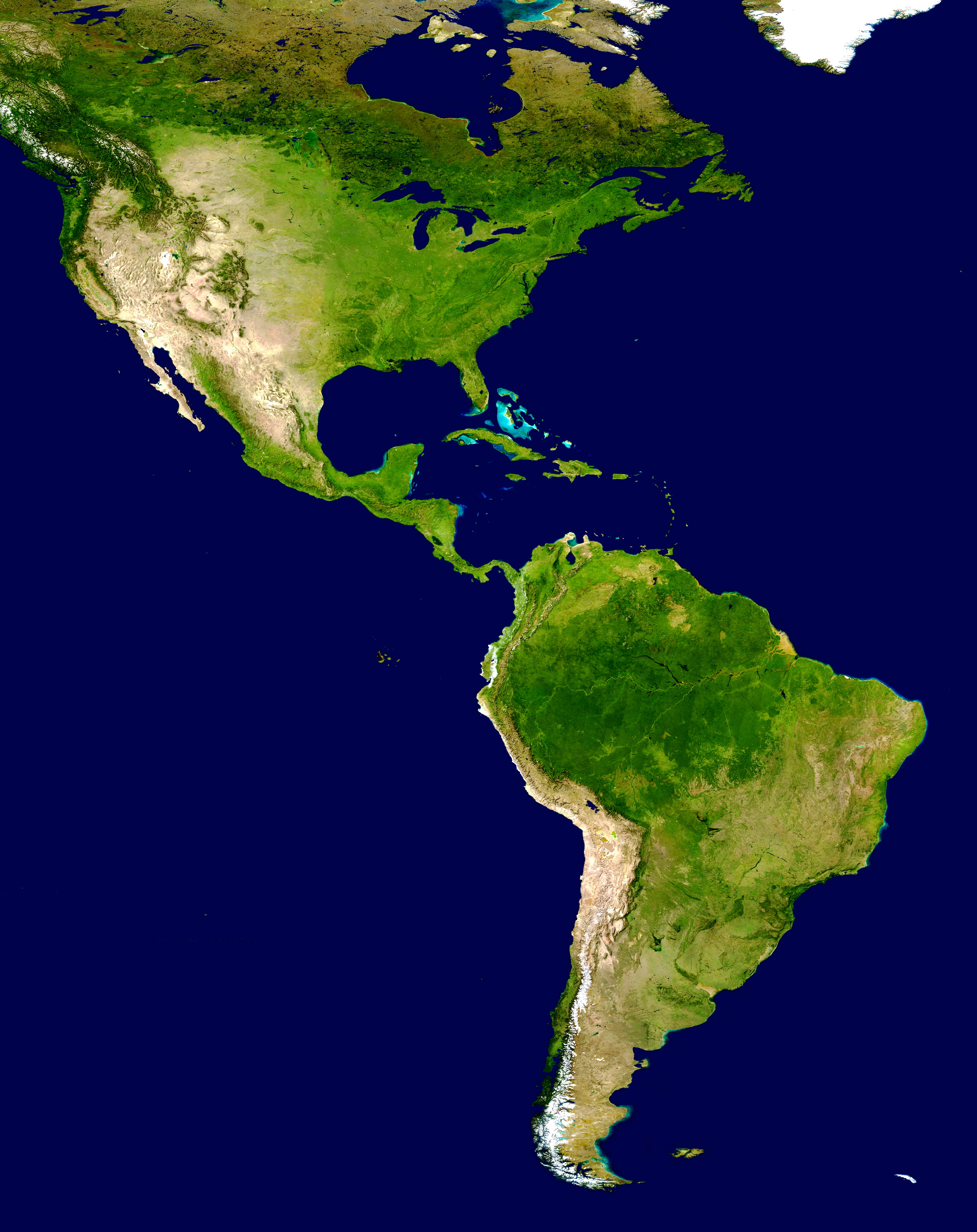
Imagem de satélite do continente americano.

O ponto mais setentrional da América é a ilha Kaffeklubben, que é o ponto emerso terrestre mais setentrional. O ponto mais ao sul é o ilhéu Águila, nas ilhas Diego Ramírez (a ilha Thule do Sul, é geralmente considerada parte da Antártida). O ponto mais oriental está em Nordostrundingen. O ponto mais ocidental é ilha Attu.
O continente americano é a maior massa terrestre do planeta no sentido norte-sul. No seu mais longo trecho, estende-se por cerca de 14 000 km, da península de Boothia, no norte do Canadá, ao Cabo Froward, na Patagônia chilena. O ponto mais ocidental do continente americano é o fim da península de Seward, no Alasca, enquanto a Ponta do Seixas, no nordeste do Brasil, forma a extremidade oriental do continente.

### Topografia

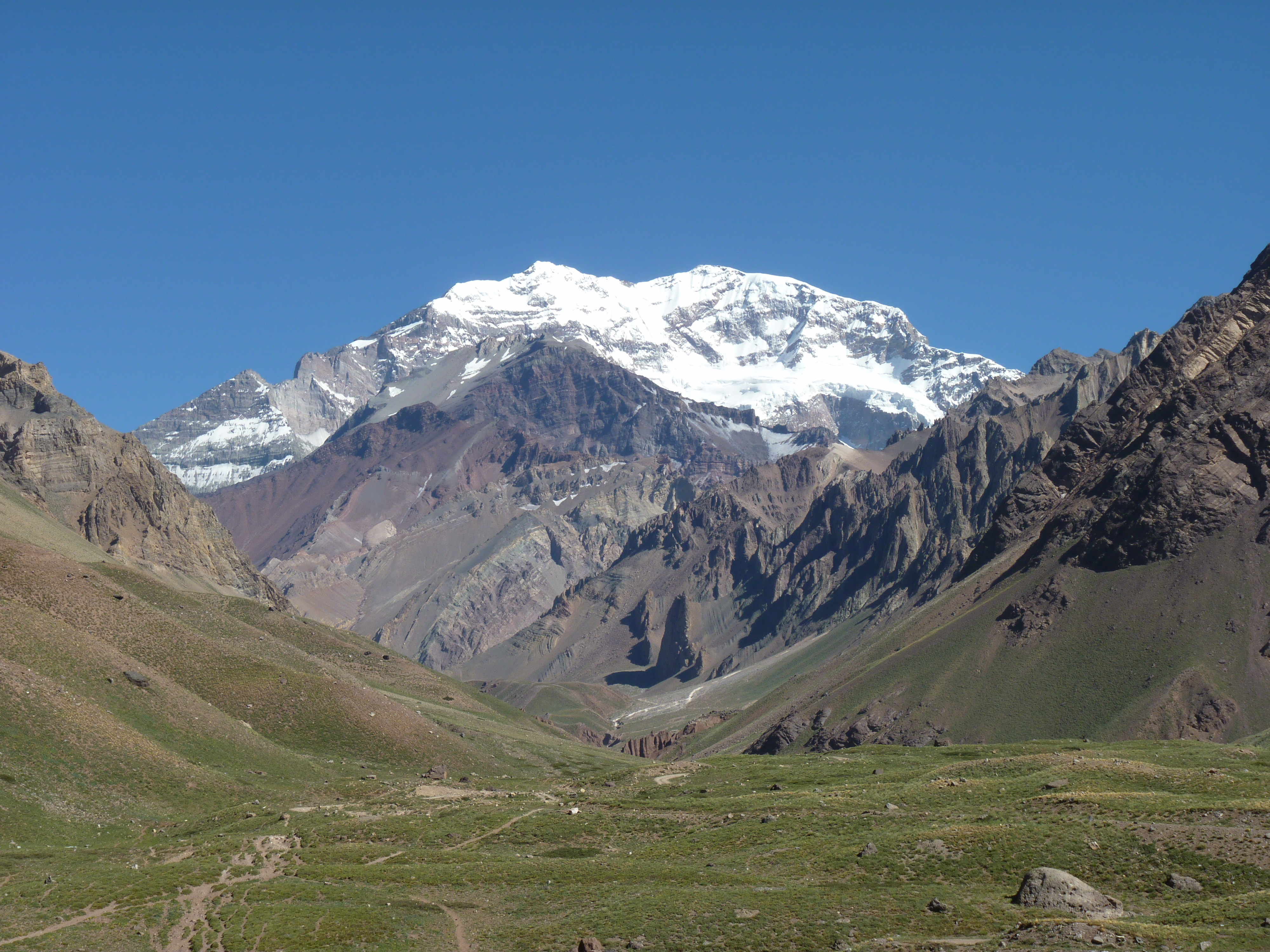
Monte Aconcágua, na Patagônia, a maior montanha do continente americano, com quase sete mil metros de altura.

A geografia ocidental da América é dominada pela cordilheira americana, com os Andes correndo ao longo da costa oeste da América do Sul e as Montanhas Rochosas e outras cordilheiras norte-americanas correndo ao longo do lado ocidental da América do Norte. Com 2 300 km de comprimento os Apalaches correm ao longo da costa leste da América do Norte, do Alabama até Terra Nova. Ao norte dos Apalaches, a Cordilheira Árctica corre ao longo da costa oriental do Canadá.
As cordilheiras com os mais altos picos são os Andes e as montanhas Rochosas. Enquanto existem picos altos, em média, na Sierra Nevada e na cordilheira das Cascatas, não há como muitos atingindo uma altura maior do que 4 200 metros. Na América do Norte, a maior quantidade de montanhas com mais de 4 200 metros ocorrem nos Estados Unidos e, mais especificamente, no estado do Colorado. Os picos mais altos na América estão localizados nos Andes, sendo o Aconcágua, na Argentina, o mais alto; na América do Norte o Monte McKinley, nos Estados Unidos, é o mais alto.
Entre as suas cadeias de montanhas costeiras, a América do Norte tem vastas áreas planas. As Planícies Interiores estão distribuídas por grande parte do continente, com baixo relevo. O Escudo Canadense cobre quase 5 milhões de km² da América do Norte e é geralmente bastante plano. Do mesmo modo, o nordeste da América do Sul é coberto pela plana bacia Amazônica. O planalto Brasileiro, na costa leste, é bastante suave, mas mostra algumas variações no relevo, enquanto mais ao sul existem grandes planícies como o Gran Chaco e os Pampas.

### Hidrografia

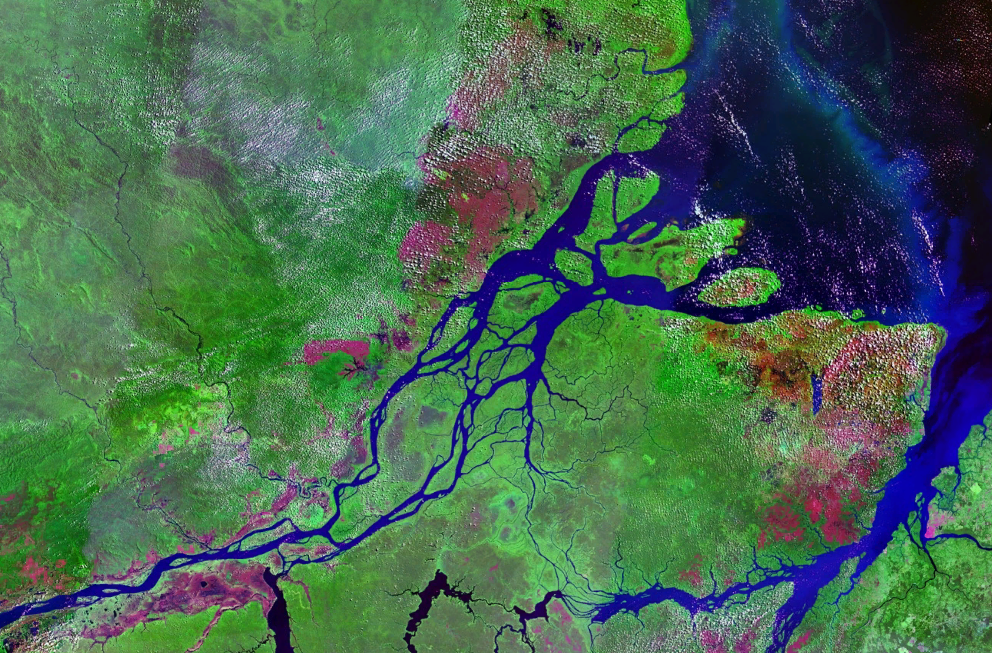
Imagem de satélite do delta do Amazonas, na Amazônia.

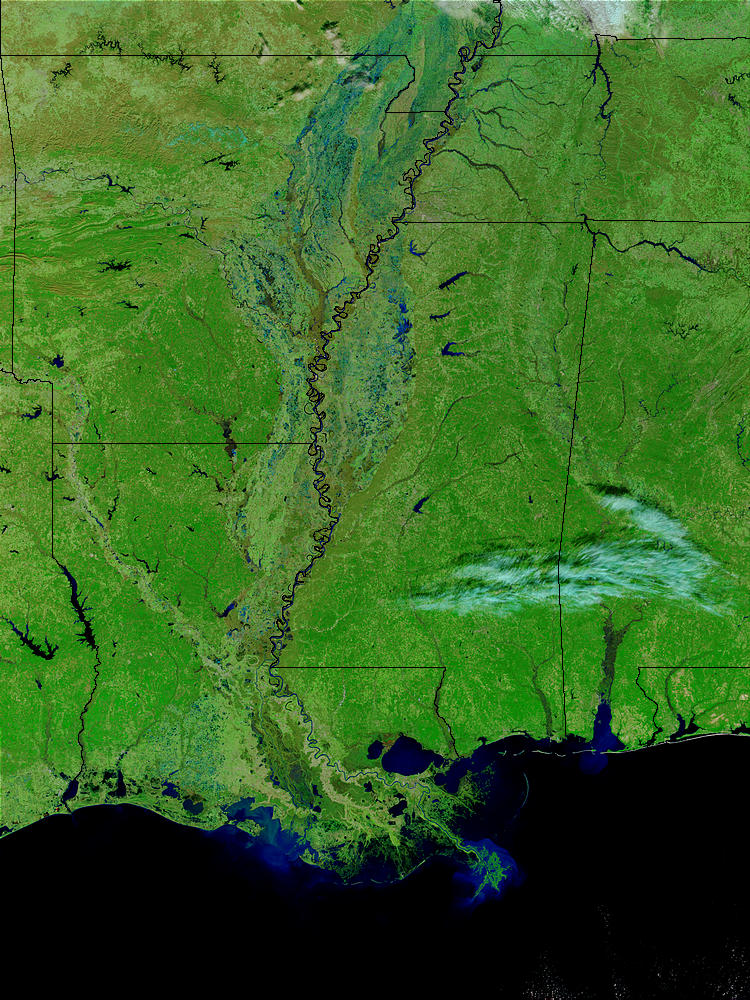
Imagem de satélite do rio Mississipi, na América do Norte.

Com montanhas e planícies costeiras interiores, a América tem várias grandes bacias hidrográficas que drenam os continentes. A maior bacia hidrográfica da América do Norte é a do Mississippi, abrangendo a segunda maior bacia hidrográfica do planeta. O sistema dos rios Mississippi-Missouri drena mais de 31 estados dos Estados Unidos, a maior parte das Grandes Planícies e grandes áreas entre as Montanhas Rochosas e os Apalaches. Este rio é o quarto maior do mundo e décimo mais forte do mundo.
Na América do Norte, a leste das montanhas Apalaches, não há grandes rios, mas sim uma série de rios e córregos que fluem para o leste com o seu término no oceano Atlântico, estes rios incluem o rio Savannah. Um exemplo semelhante surge com rios centrais canadenses que drenam para a baía de Hudson, sendo a maior do rio Churchill. Na costa oeste da América do Norte, os principais rios são o Colorado, Columbia, Yukon e Sacramento.
O rio Colorado drena grande parte das montanhas Rochosas do Sul. O rio corre por cerca de 2 330 km para o golfo da Califórnia, durante o qual ao longo do tempo tem esculpido fenômenos naturais, como o Grand Canyon e fenômenos criados, como o Mar Salton. O Columbia é um grande rio com 2 000 km de comprimento, no centro-oeste da América do Norte, e é o rio mais poderoso na costa oeste da América. No extremo noroeste da América do Norte, o Yukon drena grande parte da península do Alasca e corre por 3 190 km em direção ao Pacífico. Drenando para o oceano Ártico, na América do Norte, o rio Mackenzie drena águas dos Grandes Lagos do Canadá. Este rio é o maior no Canadá e drenos 1 805 200 quilômetros quadrados.
A maior bacia hidrográfica da América do Sul é a do Amazonas, abrange uma área de 7 milhões de km², compreendendo terras de vários países da América do Sul (Peru, Colômbia, Equador, Venezuela, Guiana, Bolívia e Brasil). O rio Amazonas tem mais de 7 mil afluentes, e possui 25 mil quilômetros de vias navegáveis. A bacia Amazônica representa 1/5 da água derramada no oceano por todos os rios do planeta.
A segunda maior bacia hidrográfica da América do Sul é a do rio Paraná, é uma depressão ovalada, com o eixo maior no sentido quase norte-sul, e possui uma área de cerca de 1,5 milhão de km².
Desenvolveu-se durante parte das eras Paleozoica e Mesozoica, e seu registro sedimentar compreende rochas formadas do período Ordoviciano ao Cretáceo, abrangendo um intervalo de tempo entre 460 e 65 milhões de anos atrás. A seção de maior espessura, superior a 7 000 m, está localizada na sua porção central e é constituída por rochas sedimentares e ígneas. As rochas sedimentares da bacia do Paraná são ricas em restos de animais e vegetais fossilizados.
A bacia do Paraná é uma típica bacia flexural de interior cratônico, embora durante o Paleozoico fosse um golfo aberto para sudoeste para o então oceano Panthalassa. A gênese da bacia está ligada à relação de convergência entre a margem sudoeste do antigo supercontinente Gondwana, formado pelos atuais continentes América do Sul, África, Antártica e Austrália, além da Índia, e a litosfera oceânica do Panthalassa, classificando a bacia, pelo menos no Paleozoico, como do tipo antepaís das orogenias Gondwanides.

### Clima

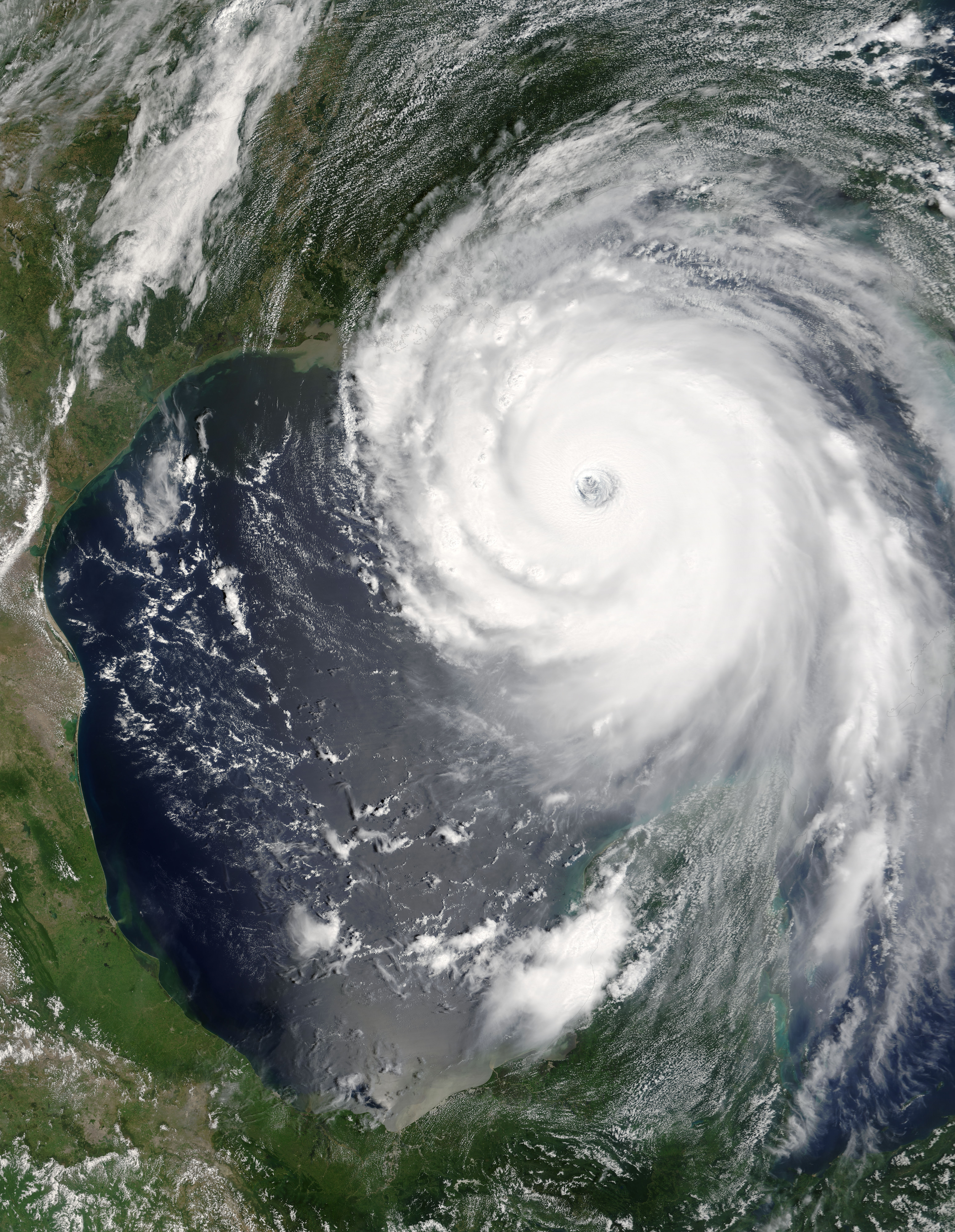
Imagem de satélite do furacão Katrina.

O clima da América varia significativamente de região para região. Os lugares mais quentes da América estão localizados na Grande Bacia da América do Norte e no deserto do Atacama, no Chile. O clima de floresta tropical ocorre nas latitudes da Amazônia, nas florestas nubladas americanas, na Flórida e em Darién Gap. Nas montanhas Rochosas e nos Andes, um clima semelhante é observado. Muitas vezes, as altitudes mais elevadas dessas montanhas são cobertas de neve.
O sudeste da América do Norte tem grande ocorrência de tornados e furacões, sendo que a grande maioria dos tornados ocorrem em uma região dos Estados Unidos denominada Tornado Alley. Muitas vezes, partes do Caribe estão sujeitas aos efeitos de furacões violentos. Estes furacões são formados pela colisão de ar seco e frio do Canadá e do ar quente e úmido do Atlântico.

## Geografia humana

### Geográficas ou região geopolíticas
- América do Norte — Quando usado para denotar menos do que o continente norte-americano inteiro, este termo pode incluir Canadá, México e Estados Unidos,[22][23][24][25][26][27][28][29] Também pode incluir os territórios dependentes das Bermudas (Reino Unido), Groêlandia (Dinamarca) e São Pedro e Miquelão (França).[30]
- América do Meio — México e as nações da América Central; muitas vezes inclui as Antilhas. Ocasionalmente, Colômbia e Venezuela também são incluídos na América do Meio.
  - América Central — A região sudeste do continente da América do Norte, compreendendo Belize, Costa Rica, El Salvador, Guatemala, Honduras, Nicaragua e Panamá.[31] Algumas vezes, a América Central é definida apenas por incluir os cinco países que ganharam independência como as Províncias Unidas da América Central. Esta definição exclui Belize e Panamá.[32]
  - Antilhas — As ilhas do Caribe.
- América do Sul — Contém as nações de Argentina, Bolívia, Brasil, Chile, Colombia, Equador, Guiana, Paraguai, Peru, Suriname, Uruguai e Venezuela além dos Departamentos além-mar da França, a Guiana Francesa. Também inclui os territórios Insulares das Ilhas Malvinas ou Ilhas Falkland (Reino Unido), as Ilhas Geórgia do Sul e Sandwich do Sul (Reino Unido), Fernando de Noronha (Brasil), Trindade e Martim Vaz (Brasil), o arquipélago de Galápagos (Equador), e o Arquipélago Juan Fernández (Chile).[33]
- América do Meio (Estados Unidos) — "América do Meio" também pode se referir a região central dos estados unidos, ou a População dos E.U.A. de Classe Média.

### Geoesquema das Nações Unidas
- América do Norte — a região do Continente da América do Norte, contendo o Canadá, os Estados Unidos, Groelândia, São Pedro e Miquelão, e Bermudas.
- América Latina e o Caribe:
  - América Central — países ao sul dos Estados Unidos e ao norte da Colômbia.
  - Caribe.
  - América do Sul — todos os países ao sul do Panamá.

Com este esquema, o continente da América do Norte comprime a América do Norte, América Central e Caribe.

### Divisões políticas
- Estados Unidos da América — Uma República Federativa fundada na América do Norte em 1776 e comprime 50 estados e um distrito federal (Distrito de Columbia, com vários territórios com filiação variável; comumente referido como E.U.A. ou simplesmente "América".
  - Estados Confederados da América — Uma extinta confederação na América do Norte de 1861 a 1865, comprimindo os 11 estados sulistas que tentaram separar-se dos Estados Unidos da América: Alabama, Arkansas, Florida, Georgia, Louisiana, Mississippi, North Carolina, South Carolina, Tennessee, Texas, e Virginia. Sua rebelião precipitou a Guerra Civil Americana; com sua conclusão, os estados confederados foram readmitidos na representação do congresso dos Estados Unidos.
- América Britânica — Antiga designação para as posses britânicas na América.
- América do Norte Britânica — Antiga designação para territórios na América do Norte colonizados pela Grã-Bretanha nos séculos 18 e 19, particularmente depois de 1783 e em referência ao Canadá. No começo da Revolução americana, em 1775, o Império Bretão na América do Norte incluía vinte colônias ao norte do México. Em 1783, o Pacto de Paris terminou a revolução americana; o leste e o oeste da Florida foram cedidos a Espanha no pacto, e depois cedida da Espanha para os Estados Unidos em 1819. De 1867 a 1873, todas menos uma colônia remanescente da América do Norte Britânica confederou-se (através de uma série de atos epônimos) até o domínio do Canadá. Newfoundland se juntou ao Canadá em 1949.
- Antilhas Britânicas — As ilhas e territórios do Caribe sob influência colonial da Grã-Bretanha.
- República Federativa da América Central — Anteriormente conhecida como "Províncias Unidas da América Central", uma república federativa na América central de 1823 a 1840 unindo as independentes da colonização espanhola: Costa Rica, El Salvador, Guatemala, Honduras, Nicarágua, e (posteriormente) Los Altos. Em 1838, a federação sucumbiu a guerra civil e se dissolveu.
- América do Norte (América Setentrional) — O primeiro nome oficial do México.[35]
  - América Mexicana" — Um nome escolhido e descartado na primeira constituição mexicana.[36]
- Federação das Antilhas — Uma federação de várias ilhas do caribe e territórios além-mar da Grã-Bretanha de 1958 a 1962. Isto foi seguido pelos Estados Associados das Antilhas, uma política menor e mais solta, de 1967 a 1981.

### Linguística / regiões culturais
- América Anglo-Saxônica — A região da América que teve ligações significantes histórica, linguística e culturalmente com a Inglaterra ou as Ilhas Britânicas; onde o inglês (uma língua germânica) é oficialmente ou primariamente falado; normalmente Canadá e Estados Unidos.
- América Latina — A região da América cuja língua derivou do latim, como o espanhol, o português e o francês– são oficialmente ou primariamente faladas.
  - Ibero-América — A região da América que teve ligações histórica, linguística e culturais com a Espanha ou Portugal (ambos na Península Ibérica.)
    - América Hispânica (também América Espanhola) — Países habitados por pessoas que falam espanhol.[37]
- Mesoamérica — Uma região da América estendendo do centro do México até a Nicarágua e Costa Rica; um termo usado especialmente em etimologia e arqueologia por ser a região onde as civilizações floresceram durante a era pré-colombiana, e que dividiram um número de tradições históricas e culturais.
  - Área Linguística da Mesoamérica — Uma região linguística, definido como a área habitada por falantes de um tipo de língua indígena que desenvolveu similaridades como resultado de suas conexões históricas e geográficas; cruamente ligada a Mesoamérica arqueológica/etnohistórica.
- Aridoamérica — Uma divisão regional arqueológica/etnohistórica, essencialmente árida/semiárida do atual México, cujos povos históricos são normalmente caracterizados pela existência nômade e com pouca segurança na agricultura.
- Oasisamérica — Um termo arqueológico/etnohistórico ocasionalmente usado para definir a região cultural pré-colombiana da América do Norte.

## Demografia
A população total da América era de 910 720 588 habitantes segundo estimativas de 2008. A população da América compreende descendentes de grandes grupos étnicos, como os indígenas (inclusive inuítes e aleútas), os europeus (principalmente espanhóis, ingleses, irlandeses, italianos, portugueses, franceses, alemães e neerlandeses), negros africanos, asiáticos (como os amarelos e os médio-orientais), bem como mestiços e mulatos.

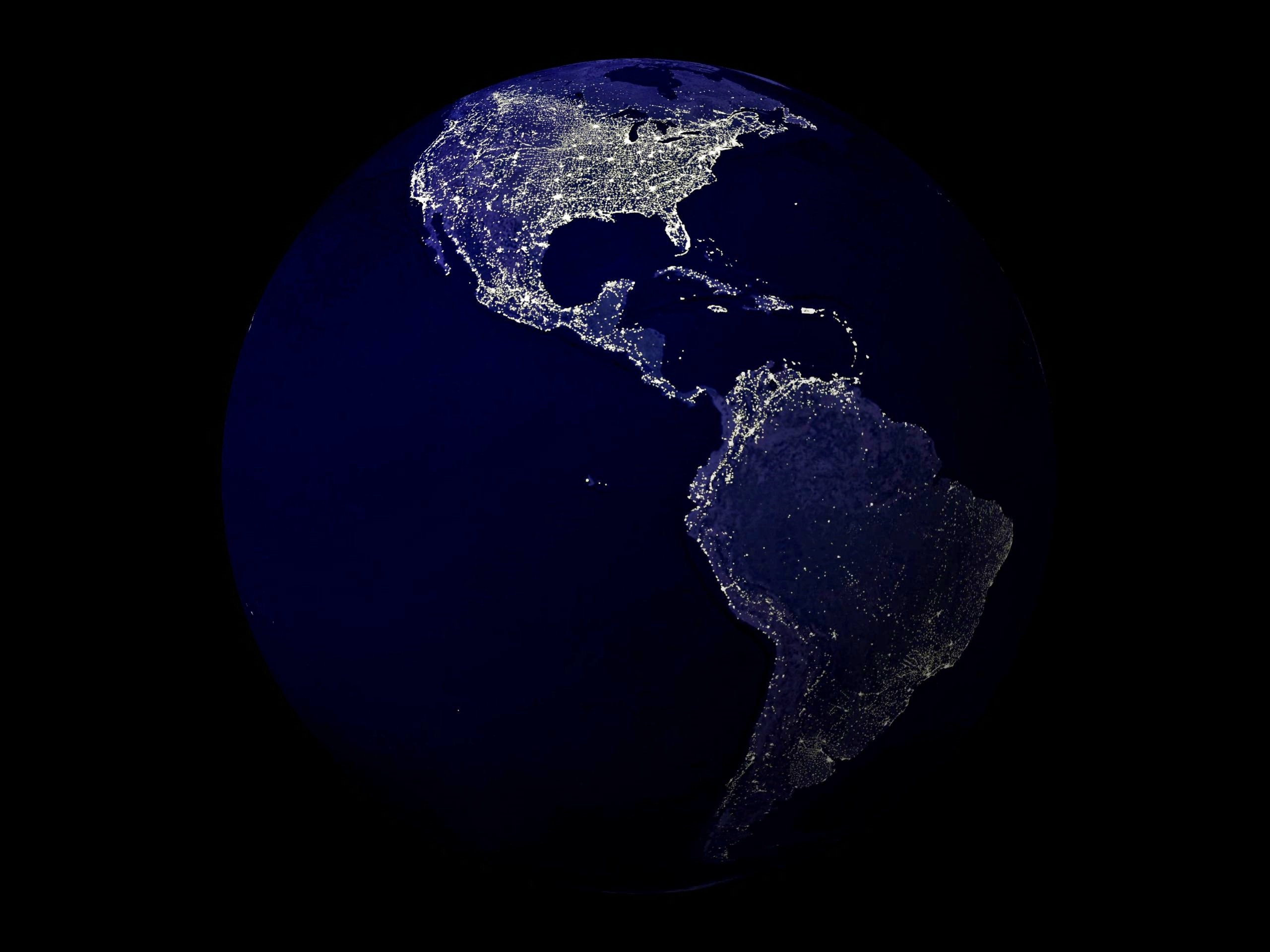
Imagem de satélite do continente americano à noite (NASA/2001).

Várias línguas são faladas na América. Alguns são de origem europeia, outras são faladas por povos indígenas ou por uma mistura de idiomas diversos, como os diferentes crioulos. A língua dominante da América Latina é o espanhol, embora a maior nação da América Latina, o Brasil, fale português. Pequenos enclaves de comunidades que falam francês, neerlandês e regiões de língua inglesa também existem na América Latina, notadamente na Guiana Francesa, Suriname e Belize, respectivamente, e o crioulo haitiano, de origem francesa, é dominante na nação do Haiti. Línguas nativas são mais proeminentes na América Latina do que nos países anglo-americanos, com os idiomas nahuatl, quíchua, aimará e o guarani como o mais comum. Várias outras línguas nativas são faladas com menos frequência tanto na América Anglo-Saxônica quanto na América Latina. Línguas crioulas, que não o crioulo haitiano, são também faladas em partes da América Latina.
A língua dominante da América Anglo-Saxônica, como o próprio nome sugere, é o inglês. O francês é também oficial no Canadá, onde é a língua predominante em Québec e uma língua oficial em Novo Brunswick, juntamente com o inglês. Também é uma linguagem importante no estado da Louisiana e em partes de New Hampshire, Maine e Vermont, nos Estados Unidos. O espanhol manteve uma presença permanente no sudoeste dos Estados Unidos, que fazia parte do Vice-reinado da Nova Espanha, especialmente na Califórnia e no Novo México, onde uma variedade distinta do espanhol sobrevive desde o século XVII. Mais recentemente, o espanhol se tornou amplamente falado em outras partes dos Estados Unidos devido à pesada imigração de povos da América Latina. Elevados níveis de imigração, em geral, têm trazido uma grande diversidade linguística para a América Anglo-Saxônica, com mais de 300 línguas conhecidas a serem faladas nos Estados Unidos, mas a maioria das línguas são faladas apenas em enclaves pequenos e em grupos relativamente pequenos de imigrantes.
As nações da Guiana, Suriname e Belize geralmente não são consideradas nem como parte da América Anglo-Saxônica ou da América Latina devido a diferenças linguísticas com a América Latina, diferenças geográficas com a América Anglo-Saxônica, e diferenças culturais e históricas com ambas as regiões; o inglês é a idioma principal da Guiana e Belize e o neerlandês é a língua oficial do Suriname.

## Economia
Nas exportações e importações, em 2020, os Estados Unidos foram o 2.º maior exportador do mundo (US$ 1,64 trilhão) e o maior importador (US$ 2,56 trilhões). O México foi o 10.º maior exportador e importador. O Canadá foi o 12.º maior exportador e importador. O Brasil foi o 24.º maior exportador e o 28.º maior importador. O Chile foi o 45.º maior exportador e o 47.º maior importador. A Argentina foi a 46.ª maior exportadora e a 52.ª maior importadora. A Colômbia foi a 54.ª maior exportadora e a 51.ª maior importadora; entre outros.
A agricultura do continente é muito forte e variada. Países como Estados Unidos, Brasil, Canadá, México e Argentina estão entre os maiores produtores agriculturais do planeta. Em 2019, o continente dominava a produção mundial de soja (quase 90% do total mundial, com Brasil, EUA, Argentina, Paraguai, Canadá e Bolívia entre os 10 maiores do planeta), cana-de-açúcar (perto de 55% do total mundial, com Brasil, México, Colômbia e Guatemala entre os 10 maiores do planeta), café (perto de 55% do total mundial, com Brasil, Colômbia, Honduras, Peru e Guatemala entre os 10 maiores do planeta) e milho (perto de 48% do total mundial, com EUA, Brasil, Argentina e México entre os 10 maiores do planeta). O continente também produz quase 40% da laranja (com Brasil, EUA e México entre os 10 maiores produtores), perto de 37% do abacaxi (com Costa Rica, Brasil, México e Colômbia entre os 10 maiores produtores), perto de 35% do limão (com México, Argentina e Brasil entre os 10 maiores produtores) e perto de 30% do algodão (com EUA, Brasil, México e Argentina entre os 10 maiores produtores), entre vários outros produtos.
Na pecuária, a América também tem produções gigantescas. O continente produzia, em 2018, cerca de 45% da carne bovina mundial (com EUA, Brasil, Argentina, México e Canadá entre os 10 maiores produtores do mundo); cerca de 36% da carne de frango mundial (com EUA, Brasil e México entre os 10 maiores produtores do mundo), e cerca de 28% do leite de vaca mundial (com EUA e Brasil entre os 10 maiores produtores do mundo), entre outros produtos.
Em termos industriais, o Banco Mundial lista os principais países produtores a cada ano, com base no valor total da produção. Pela lista de 2019, os Estados Unidos tem a 2.ª indústria mais valiosa do mundo (US$ 2,3 trilhões), o México tem a 12.ª indústria mais valiosa do mundo (US$ 217,8 bilhões), o Brasil tem a 13.ª indústria mais valiosa do mundo (US$ 173,6 bilhões), o Canadá tem a 15.ª indústria mais valiosa do mundo (US$ 151,7 bilhões), a Venezuela a 30.ª maior (US$ 58,2 bilhões, mas depende do petróleo para obter esse valor), a Argentina era a 31.ª maior ($ 57,7 bilhões), Colômbia a 46.ª maior ($ 35,4 bilhões), Peru a 50.ª maior ($ 28,7 bilhões) e Chile a 51.ª maior ($ 28,3 bilhões), entre outros.
Na produção de petróleo, o continente tinha 8 dos 30 maiores produtores mundiais em 2020: Estados Unidos (1.º), Canadá (4.º), Brasil (8.º), México (14.º), Colômbia (20.º), Venezuela (26.º), Equador (27.º) e Argentina (28.º).
Na produção de gás natural, o continente tinha 8 dos 32 maiores produtores mundiais em 2015: Estados Unidos (1.º), Canadá (5.º), Argentina (18.º), Trinidad e Tobago (20.º), México (21.º), Venezuela (28.º), Bolívia (31.º) e Brasil (32.º).
Na produção de carvão, o continente tinha 5 dos 30 maiores produtores mundiais em 2018: Estados Unidos (3.º), Colômbia (12.º), Canadá (13.º), México (24.º) e Brasil (27.º).
Na produção de veículos, o continente tinha 5 dos 30 maiores produtores mundiais em 2019: Estados Unidos (2.º), México (7.º), Brasil (9.º), Canadá (12.º) e Argentina (28.º).
Na produção de aço, o continente tinha 5 dos 31 maiores produtores mundiais em 2019: Estados Unidos (4.º), Brasil (9.º), México (15.º), Canadá (18.º) e Argentina (31.º).
Na mineração, o continente tem grandes produções de ouro (principalmente nos EUA, Canadá, Peru, México, Brasil e Argentina); prata (principalmente no México, Peru, Chile, Bolívia, Argentina e EUA); cobre (principalmente no Chile, Peru, EUA, México e Brasil); platina (Canadá e EUA); minério de ferro (Brasil, Canadá, EUA, Peru e Chile); zinco (Peru, EUA, México, Bolívia, Canadá e Brasil); molibdênio (Chile, EUA, Peru, México e Canadá); lítio (Chile, Argentina, Brasil e Canadá); chumbo (Peru, EUA, México e Bolívia); bauxita (Brasil, Jamaica, Canadá e EUA); estanho (Peru, Bolívia e Brasil); manganês (Brasil e México); antimônio (Bolívia, México, Guatemala, Canadá e Equador); níquel (Canadá, Brasil, República Dominicana, Cuba e EUA); nióbio (Brasil e Canadá); rênio (Chile e EUA); iodo (Chile), entre outros.

## Política

### Países e territórios

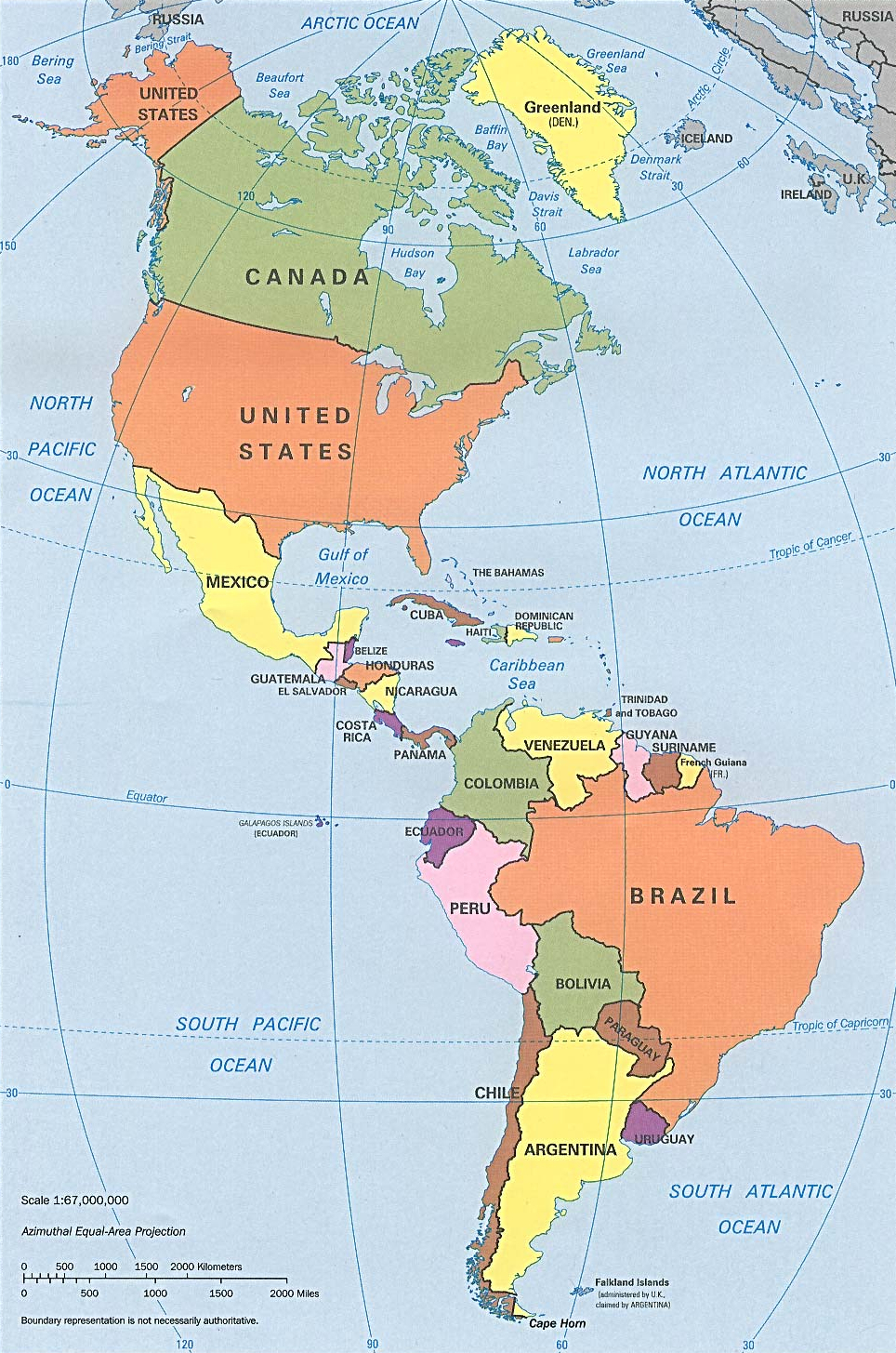
Mapa político da América elaborado pela CIA.

#### Estados soberanos
| - Antígua e Barbuda - Argentina - Bahamas - Barbados - Belize - Bolívia - Brasil - Canadá - Chile - Colômbia - Costa Rica | - Cuba - Dominica - El Salvador - Equador - Estados Unidos - Granada - Guatemala - Guiana - Haiti - Honduras - Jamaica - México | - Nicarágua - Panamá - Paraguai - Peru - República Dominicana - Santa Lúcia - São Cristóvão e Neves - São Vicente e Granadinas - Suriname - Trinidad e Tobago (português brasileiro) ou Trindade e Tobago (português europeu) - Uruguai - Venezuela |

#### Dependências
- Dinamarca
  -  Gronelândia (português europeu) ou Groenlândia (português brasileiro)
- Estados Unidos
  -  Ilha Navassa
  -  Porto Rico
  -  Ilhas Virgens Americanas
- França
  -  Ilha de Clipperton
  -  São Pedro e Miquelão
  -  São Martinho
  -  São Bartolomeu
- Países Baixos
  -  Aruba
  -  Curaçau
  -  São Martinho
  -  Países Baixos Caribenhos
- Reino Unido
  -  Anguila
  -  Bermudas
  -  Ilhas Virgens Britânicas
  -  Ilhas Caimã
  -  Ilhas Malvinas
  -  Monserrate
  -  Turcas e Caicos

#### Outros territórios
Para além de dependências, existem também alguns territórios sem esse estatuto, integrando países localizados em outros continentes.
- Portugal
  -  Flores
  -  Corvo
- França
  -  Guadalupe
  -  Guiana Francesa
  -  Martinica
- Países Baixos
  -  Bonaire
  -  Saba
  -  Santo Eustáquio

#### Organizações internacionais e outros mecanismos multilaterais
Na América existem muitas organizações internacionais intercontinentais, as quais estão listadas abaixo.
| - Organização dos Estados Americanos (OEA) - União de Nações Sul-Americanas (Unasul) - Grupo do Rio - Acordo de Livre Comércio da América do Norte (ALCAN/NAFTA) - Área de Livre Comércio das Américas - Mercado Comum do Sul (Mercosul) - Aliança Bolivariana para os Povos da Nossa América | - Aliança para o Progresso - Associação dos Estados do Caribe (AEC) - Comunidade do Caribe (Caricom) - Grupo de Contadora - Parlamento Centro-Americano - Cúpula das Américas - Mercado Comum Centro-Americano - Comunidade Andina de Nações (CAN) |

## Cultura

### Esportes
O esporte mais popular na América é o futebol. Nesse continente há duas confederações diferentes: a CONMEBOL, para clubes e seleções da América do Sul, e a CONCACAF, para clubes e seleções da América do Norte, Central e do Caribe. A CONMEBOL tem como seus principais torneios a Copa Libertadores da América para os clubes e a Copa América para as seleções. Já a CONCACAF tem como seus principais torneios a Liga dos Campeões da CONCACAF para os clubes e a Copa Ouro da CONCACAF para as seleções. Na Copa do Mundo, o continente já obteve dez títulos com três países diferentes: Brasil (cinco), Argentina (três) e Uruguai (dois). Já sediou essa competição oito vezes, sendo sede da Copa do Mundo FIFA de 1930, no Uruguai, e da Copa do Mundo FIFA de 2014, no Brasil. Outros esportes como basquete, vôlei, beisebol, boxe e MMA são bem populares na América, principalmente na América do Norte. A principal competição de esportes olímpicos da América são os Jogos Pan-Americanos e os Jogos Parapan-Americanos, que são organizados pela Organização Desportiva Pan-Americana. A América já sediou sete vezes os Jogos Olímpicos de Verão, tendo sido o Rio de Janeiro a última cidade-sede. Também sediou seis vezes os Jogos Olímpicos de Inverno.